# 三好輝彦
三好 輝彦（みよし てるひこ、1893年（明治26年）11月15日 - 1943年（昭和18年）6月8日）は、日本の海軍軍人。海兵43期。最終階級は海軍少将。兄は弘前第8師団長を務めた陸軍中将 三好一（陸士8期）である。

## 生涯
1893年（明治26年）11月15日、大分県竹田市に生まれる。旧制大分県立宇佐中学校から海軍兵学校第43期入校。入校時成績順位は100名中第99位、卒業時成績順位は96名中第41位。
海軍水雷学校高等科学生、海軍潜水学校甲種学生を修了した、水雷科（潜水艦）を専門とする士官である。
戦艦「陸奥」艦長に着任した3か月後の1943年（昭和18年）6月8日、柱島泊地における「陸奥」の爆沈事故により殉職し、同日付で海軍少将に進級した。満49歳没。
陸奥沈没後数日して三好の遺体はダイバーにより艦長室から運び出され、検死を受けたが、解剖の結果、遺体は水を殆ど飲んでおらず爆発の衝撃により昏倒した際の頚椎骨折による即死と診断された。
爆沈直前まで陸奥の隣に碇泊していた戦艦「扶桑」艦長に着任したばかりの兵学校同期の鶴岡信道大佐の前日の表敬訪問に対する答礼に扶桑を訪れており、帰艦した直後に起きた悲劇であった。

## 年譜
- 1893年（明治26年）11月15日- 大分県直入郡竹田町(現在の竹田市)生
- 1906年（明治39年）4月1日- 大分県立宇佐中学校入学
- 1911年（明治44年）3月31日- 大分県立宇佐中学校卒業
- 1912年（大正元年）9月9日- 海軍兵学校入校 入校時成績順位100名中第99位
- 1915年（大正4年）12月16日- 海軍兵学校卒業 卒業時成績順位96名中第41位・任 海軍少尉候補生・装甲巡洋艦「磐手」乗組・練習艦隊近海航海出発 佐世保~仁川~旅順~大連~鎮海~舞鶴~鳥羽方面巡航
- 1916年（大正5年）4月3日- 帰着
  - 4月20日- 練習艦隊遠洋航海出発 香港~シンガポール~フリーマントル~メルボルン~シドニー~ウェリントン~オークランド~ヤルート~ポナペ~トラック~父島方面巡航
  - 8月22日- 帰着
  - 8月23日- 戦艦「河内」乗組
  - 12月1日- 任 海軍少尉・戦艦「金剛」乗組
- 1917年（大正6年）7月2日- 2等巡洋艦「音羽」乗組
  - 8月23日- 装甲巡洋艦「日進」乗組
- 1918年（大正7年）1月12日- 戦艦「山城」乗組
  - 11月9日- 装甲巡洋艦「常磐」乗組 海軍少尉候補生指導官附 
  - 12月1日- 任 海軍中尉
- 1919年（大正8年）3月1日- 練習艦隊遠洋航海出発 上海~基隆~馬公~マニラ~シンガポール~フリーマントル~コロンボ~シンガポール~セブ島~パラオ~サイパン~二見方面巡航 
  - 7月26日- 帰着
  - 8月5日- 3等駆逐艦「夕立」乗組
  - 12月1日- 海軍水雷学校普通科学生
- 1920年（大正9年）5月31日- 海軍砲術学校普通科学生
  - 12月1日- 第15潜水艦乗組
- 1921年（大正10年）12月1日- 任 海軍大尉・海軍水雷学校高等科第21期学生
- 1922年（大正11年）11月30日- 海軍水雷学校高等科修了
  - 12月1日- 第28潜水艦乗組
- 1924年（大正13年）5月10日- 第38潜水艦乗組
  - 11月1日- 呂号32潜水艦艦長
- 1925年（大正14年）4月1日- 海軍潜水学校甲種第1期学生
  - 6月26日- 海軍潜水学校甲種優等修了
  - 7月1日- 連合艦隊司令部附兼第1潜水戦隊司令部附
  - 8月1日- 呂号32潜水艦艦長
- 1927年（昭和2年）12月1日- 任 海軍少佐・海軍大学校甲種第27期学生
- 1929年（昭和4年）11月27日- 海軍大学校甲種卒業 卒業成績順位20名中第5位
  - 11月30日- 重巡洋艦「加古」水雷長兼分隊長
- 1930年（昭和5年）12月1日- 横須賀鎮守府人事部課員
- 1931年（昭和6年）9月7日- 聯合艦隊司令部附参謀
- 1932年（昭和7年）2月20日- 兼 第1艦隊司令部参謀
  - 11月15日- 第2潜水戦隊参謀
- 1933年（昭和8年）11月15日- 任 海軍中佐
- 1934年（昭和9年）11月15日- 海軍潜水学校教官
- 1936年（昭和11年）2月1日- 呉鎮守府附
  - 2月14日- 待命
  - 4月1日- 海軍潜水学校教官
- 1937年（昭和12年）12月1日- 第29潜水隊司令
- 1938年（昭和13年）11月15日- 任 海軍大佐
  - 12月15日- 海軍大学校教官 兼 陸軍大学校兵学教官
- 1940年（昭和15年）10月15日- 第8潜水隊司令
- 1941年（昭和16年）9月1日- 軽巡洋艦「由良」艦長
- 1942年（昭和17年）4月20日- 第5潜水戦隊司令部附
  - 5月23日- 重巡洋艦「妙高」艦長
- 1943年（昭和18年）3月2日- 横須賀鎮守府附
  - 3月10日- 戦艦「陸奥」艦長
  - 6月5日- 兼 聯合艦隊司令部附
  - 6月8日- 瀬戸内海柱島水道において乗艦爆発事故により殉職 享年49 海軍少将特別進級